# IOTA (криптовалюта)
IOTA (IOT) (від англ. Internet Of Things — інтернет речей) — система мікроплатежів і одноіменна криптовалюта. Відзначається відсутністю комісій за здійснення транзакцій, малою тривалістю підтвердження транзакцій та можливістю пересилати дуже малі суми.
IOTA була розроблена в жовтні 2015 року. В грудні 2015 року було проведене ICO, яке зібрало 1 337 BTC.
Станом на 7 грудня 2017 року криптовалюта IOTA займає 4-те місце в десятці криптовалют з найбільшою капіталізацією і має розмір капіталізації 11 730 507 244 USD.
Особливістю IOTA є відсутність комісій за транзакції та відсутність майнінгу (вся емісія була здійснена під час запуску системи; загальна кількість складає 2 779 530 283 277 761). В системі IOTA транзакції підтверджують самі користувачі — щоб здійснити одну транзацію, потрібно підтвердити дві попередні транзакції інших користувачів. Замість традиційного блокчейну у мережі IOTA використовується DAG — направлений ациклічний граф, який називається Tangle (клубок).
13 червня 2017 року IOTA була додана на один з найбільших майданчиків обміну криптовалют — Bitfinex.
Проєкти IOTA і NANO використовують спрямований ациклічний граф.